# Тіссайд – Салтенд (етиленопровід)
Тіссайд – Салтенд (етиленопровід) – трубопровід на східному узбережжі Англії, споруджений для подачі етилена до заводу з виробництва мономеру вінілацетата у місті Гуль. Відомий також під аббревіатурою TSEP (Teesside – Saltend ethylene pipeline).
У кінці 1990-х компанія BP ухвалила рішення про збільшення річної потужності своєї установки парового крекінгу у шотландському Гренджмуті на 270 тисяч тонн. Частина отриманого завдяки цьому етилену повинна була живити завод у Гуллі, розрахований на випуск 250 тисяч тонн мономера вінілацетата. При цьому більшу частину відстані до Гулля олефін міг транспортуватись по вже існуючому трубопроводу Гренджмут – Вілтон, який неподалік від кінцевої точки з'єднали з новим етиленопроводом Тіссайд – Салтенд, спорудженим у 1999—2000 роках. Він мав довжину 153 км, діаметр 200 мм та був розрахований на робочий тиск у 8 МПа.
Поява заводу в Гуллі надала змогу закрити старе виробництво мономеру вінілацетату в уельському Баглан-Бей. Втім, у 2013-му через конкуренцію на світовому ринку (передусім з боку саудійців) гульський завод також припинив свою роботу. А ще через шість років власник майданчика компанія INEOS (котра викупила його раніше у BP) оголосила про намір спорудити тут нове виробництво мономеру вінілацетату потужністю 300 тисяч тонн на рік. Прийняти таке рішення стало можливим після організації трансатлантичних поставок до Гренджмута етану, великий ресурс якого з'явився на ринку внаслідок «сланцевої революції» в США.